# Głaszczki wargowe

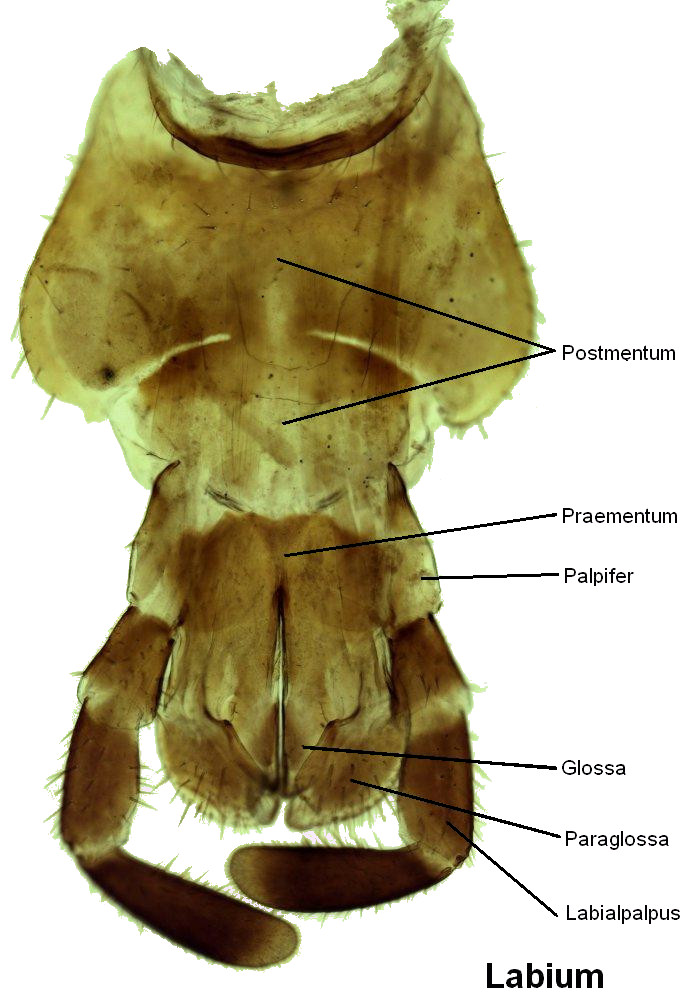
Warga dolna przybyszki amerykańskiej. Głaszczek wargowy podpisany Labialpalpus

Głaszczki wargowe (łac. palpi labiae) – narządy wchodzące w skład aparatu gębowego sześcionogów, osadzone na wardze dolnej. Pierwotnie pełnią funkcję zmysłową, ale mogą ulegać różnym modyfikacjom.
Głaszczki wargowe w pierwotnym planie budowy aparatu gębowego stanowią parę narządów zmysłowych osadzonych po bokach przedbródka lub na jego zróżnicowanych rejonach bocznych, zwanych palpigerami. Ponieważ warga dolna powstaje z przekształcenia się szczęk drugiej pary, przedbródek jest narządem homologicznym połączonych pieńków szczęk, a głaszczki wargowe homologami głaszczków szczękowych. Umięśnienie głaszczka wargowego stanowią musculus praementopalpalis internus i musculus praementopalpalis externus wychodzące z przedbródka, musculus palpopalpalis labii primus wychodzący z przedbródka lub pierwszego członu głaszczka, a zaczepiający się na członie drugim oraz musculus palpopalpalis labii secundus wychodzący z członu drugiego i zaczepiający się na członie trzecim.
Głaszczki wargowe mogą się składać z różnej liczby członów o różnym kształcie i rozmiarze, być uwstecznione, zanikłe lub silnie zmodyfikowane. Krótkie głaszczki wargowe przerzutek są trójczłonowe i zwieńczone szczecinkami zmysłowymi. U rybików głaszczki te są czteroczłonowe. U karaczanów, modliszek i straszyków głaszczki te są trójczłonowe. U wciornastków mogą być zbudowane z dwóch do pięciu członów. U chrząszczy złożone są z od jednego do trzech członów. U sieciarek zwykle są trój-, rzadziej dwuczłonowe. Wielkoskrzydłe mają je złożone z trzech lub czterech członów. U wielbłądków są trójczłonowe. Głaszczki wargowe wojsiłek są dwuczłonowe, ale u bugarowatych osadzone są na tak wydłużonych palpigerach, że zdają się trójczłonowe. Dobrze rozwinięte głaszczki wargowe występują u większości motyli, u których to głaszczki szczękowe ulegają silnej redukcji. U pierwogonków głaszczki wargowe opatrzone są pędzelkami lub przekształcone w oszczecinione guzki. U widłogonków głaszczki te mają postać szczątkową. Aparat gębowy pluskwiaków jest natomiast całkowicie pozbawiony obu par głaszczków. W aparacie gębowym kłująco-ssącym pcheł głaszczki wargowe wchodzą w skład kłujki, ale zachowują funkcję zmysłową, służąc lokalizacji dogodnego miejsca do wkłucia. W aparacie gębowym liżąco-ssącym zmodyfikowane, rozpłaszczone głaszczki wargowe biorą udział w budowie trąbki, zamykając ją od spodu wraz z przyjęzyczkami. W masce larw ważek głaszczki wargowe są ząbkowane, zwieńczone ruchomymi pazurami i służą jako narządy chwytne. Silnym modyfikacjom ulegają głaszczki wargowe muchówek. U mniej zaawansowanych grup są mięsiste i przekształcone w poduszeczki, czyli labella. Z kolei w aparacie gębowym typu liżąco-ssącego muchówek łękorysych (Cyclorrhapa) są rozszerzone i tworzą tarczę oralną. U hematofagicznych łękorysych może ona być zredukowana i zaopatrzona w ząbki do nacinania skóry.